# Henri de Genouillac
Henri de Genouillac, född 15 mars 1881, död 20 november 1940, var en fransk assyriolog och abbé.
Henri de Genouillacs första betydande arbete omfattade de äldsta sumeriska urkunderna från olika kulturcentra: Tablettes sumeriennes archaiques (1909). Bland hans övriga arbeten märks La trouvaille de Dréhem (1911), Tablettes de Dréhem (1911), Inventaire des tablettes de Tello, 2, 3 och 5 (1912–1921) och Textes économiques d’Oumma (1922). Textes religieux sumeriens (2 band, 1931) behandlar religiösa sumeriska texter.